# 浅野竹二
浅野 竹二（あさの たけじ、1900年（明治33年）10月24日-1998年（平成10年）2月10日）は、京都の日本画家、版画家。

## 来歴
土田麦僊の門人。1900年（明治33年）、父、浅野眞三郎、母、もとの子として京都市に生まれた。大正4年（1915年）から作画を始めており、1919年（大正8年）に京都市美術工芸学校絵画科（日本画）を卒業、1921年（大正10年）、京都市立絵画専門学校本科1年に入学して日本画を専攻したが、本科2年の頃から油絵を独学している。1923年（大正12年）に絵画専門学校を卒業し、1926年（昭和元年）頃、再び日本画に復帰、翌1927年（昭和2年）に麦僊の画塾「山南塾」に入り、第6回国画創作協会展に「風景」を出品、翌1928年（昭和3年）、第7回国画創作協会展に「白帆遥暎」を出品、ともに入選するなど日本画家として活躍した。同年、解散した元第1部（日本画）の会員と一緒に新樹社を創設している。1929年（昭和4年）、京都創作版画協会の結成に参加、同展のほか、国画会展などに作品を出品した。1930年（昭和5年）の頃から小林清親による「東京名所」に触発されて新版画といわれる彫師、摺師との分業による木版画を制作し始め、主に日本の名所や行事などを写実的に表現した「名所絵版画シリーズ」を手がけ、芸艸堂という版元から版行している。1931年（昭和6年）には山南塾をやめているが、国画会の展覧会に出品した木版画「風景」が入選を果たした。また、同年、同じく木版画「新京名所」12枚の制作に取り掛かり、本作は翌1932年（昭和7年）に完成している。同年には、「新大坂風景」に着手するが、こちらは8点制作した時点でその制作を中絶している。
その一方で竹二は、自画、自刻、自摺りにこだわった、自由な表現を用いた創作版画も制作していった。画壇からは一線を画した独自の世界を貫いた竹二の創作版画は完全な抽象ではなく、鳥や虫や魚、馬、ラッパを吹く人物などを自在にデフォルメして多彩なイメージをつくりあげている。その画面からは大胆なフォルムと色彩で構成されたユーモアがあふれ、温もりと溌溂とした風刺の精神及び童心と詩情がうかがえる。1930年（昭和5年）、徳力富吉郎、麻田弁自とともに「新京都風景」という12枚組の創作版画集を刊行している。1933年（昭和8年）、日本共産党関西地区委員長吉見光凡（みつひろ）の要請により、機関紙『赤旗』のプリンターになった。翌1934年（昭和9年）に結婚をし、1935年（昭和10年）には神戸市街の鳥瞰図の制作に着手した。1936年（昭和11年）、吉見氏の裏切りにより約4ヶ月、大阪拘置所に留置されるが、この時、生涯の友となった検事の三木今二と出会っている。
1940年（昭和15年）から再び木版画の制作を始めており、「京洛名刹雪月花」12景に着手、翌1941年（昭和16年）完成、同年、「聖山霊峰」に着手、翌年完成した。これ以降、日本全国にわたる各地の風景画を次々と手掛けており、1943年（昭和18年）には大阪梅田の阪急百貨店と東京室町の三越百貨店において名所絵の個展を開いている。同年、木版画「富士ハ題」に着手、翌年に完成、1947年（昭和22年）、木版画「奈良名勝」全8景に着手、翌1948年（昭和23年）に完成している。また、同年、京都市岡崎美術館別館で名所絵の個展を開催するなど、精力的にほぼ毎年のように個展を行っている。
1951年（昭和26年）の京都版画協会の結成に参加、1954年（昭和29年）、「近畿名勝」8景を完成させる。翌1955年（昭和30年）には京都府工芸美術綜合研究所委員会工芸部専門委員を委嘱される。この年、色紙判の「京洛名所」全12図に着手、翌年完成、日本版画協会に出品、会友となっている。 1956年（昭和31年）には「東京名所」全10景に着手、翌年完成させる。1957年（昭和32年）、 色紙判の「京洛名所続編」の制作に着手、翌年完成する。1958年（昭和33年）、 「海山八題」に着手し、翌1959年（昭和34年）完成、同年、京都大丸において浅野竹二自刻自摺名所版画百版完成記念として個展『京洛名所版画展』を開催、日本版画協会を退会している。
1960年（昭和35年）、名所絵「瀬戸内海」の制作に着手、翌年完成、1962年（昭和37年）には、色紙版「京洛行事」に着手、翌年完成、以降、「九州散見」や「山陰」などの名所絵を手がけていった。1965年（昭和40年）にはメキシコ、アメリカ、スペイン、イタリア、ギリシャ、トルコへ旅行をし、各地の風景を創作版画に残している。翌1966年（昭和41年）、 名所絵「西洋所々」10景に着手、翌1967年（昭和42年）に完成、同年、「日本聚落懐古」10景に着手、翌年に完成、これ以降、「四国散見」10景、「上信越散見」12景など多くの風景版画を制作、発表し続けている。その後、1970年（昭和45年）にはドイツ、フランス、オランダに旅行している。翌1971年（昭和46年）になると、京展の審査員を依嘱された。同年、「北海道散見」12景に着手、翌1972年（昭和47年）完成、同年、「京洛工匠図絵」に着手、翌年に全12図を完成させた。
1978年（昭和53年） に岩波書店から刊行された『合言葉は手ぶくろの片っぽ』（乙骨淑子著）の表紙と挿絵を担当している。以降も、毎年のように京都高島屋美術部画廊などにおいて数回にわたって個展を開催、1981年（昭和56年）には東京高島屋でも個展を行っており、同年、京都市文化功労者賞を受賞した。しかし、しばらくして、右目を白内障により摘出している。1984年（昭和59年）には京都新聞掲載の連載小説、西川裕子作の『花の妹』の挿絵を描き始め、1985年（昭和60年）4月29日分まで210回担当した。以降も多くの個展を開催していった。1998年（平成10年）2月10日死去。墓所は比叡山。

## 作品
- 「木場」　1930年
- 「創作版画花尽 金糸梅」 内田美術書肆版　1931年
- 「芦屋」　1931年から1932年
- 「詩仙堂」　1952年
- 「鳩」　1965年
- 「人々と鳥たち」　1969年
- 「ギリシャ　アテネ」